# COPS (émission de télévision)
Pour les articles homonymes, voir Cops.
COPS est une émission de télévision de type reality show américaine diffusée sur le réseau Fox entre le 11 mars 1989 et le 11 mai 2020 qui suit le travail quotidien de policiers des États-Unis, les montrant le plus souvent à la poursuite de certains délinquants. 
En France, elle est diffusée sur NRJ 12 et en Belgique, elle était diffusée sur Club RTL
Le 6 mai 2013, la série a été annulée par Fox, mais est transférée sur Paramount Network (anciennement Spike TV) à partir de l'automne 2013.
La série est surtout célèbre pour son générique d'ouverture, la chanson Bad Boys par Inner Circle, reprise par les personnages principaux du film du même nom.
Dans son film Bowling for Columbine, Michael Moore critique le fait que l'émission se concentre plus sur l'action et les arrestations et surtout que trop d'Afro-américains soient montrés au cours d'arrestations parfois humiliantes.
Le 9 juin 2020, la série est annulée à la suite des manifestations contre le meurtre de George Floyd.
En septembre 2021, il a été annoncé que Fox Nation avait repris l'émission. La 33e saison a été créée le 1er octobre 2021. La 34e saison de l'émission a été créée le 30 septembre 2022.